# Mare Tyrrhenum (cuadrángulo)

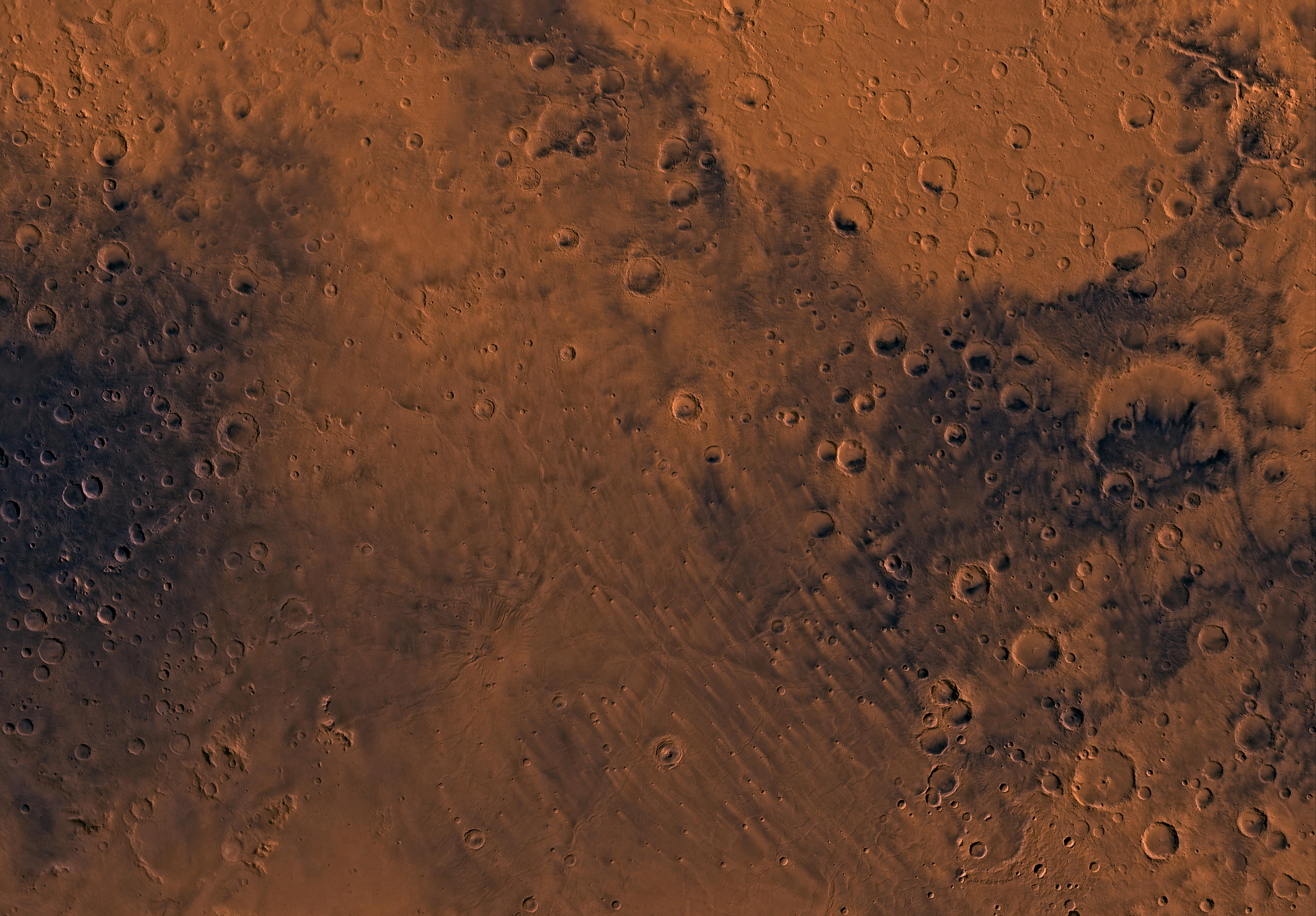
Imagen del cuadrilátero Mare Tyrrhenum (MC-22). La mayor parte de la región contiene tierras altas llenas de cráteres. La parte central contiene Tyrrhena Patera y las llanuras montañosas asociadas de Hesperia Planum.

El cuadrángulo de Mare Tyrrhenum es uno de una serie de 30 mapas cuadrangulares de Marte utilizados por el Programa de Investigación de Astrogeología del Servicio Geológico de los Estados Unidos (USGS). Al cuadrilátero también se le conoce como MC-22 (Mars Chart-22). Contiene partes de las regiones Tyrrhena Terra, Hesperia Planum y Terra Cimmeria.
El cuadrilátero Mare Tyrrhenum cubre el área de 225° a 270° de longitud oeste y de 0° a 30° de latitud sur en Marte. Giovanni Schiaparelli nombró el área en honor al Mar Tirreno de la Tierra, que se encuentra entre Italia y Sicilia. Posteriormente, la región pasó a llamarse Mare Tyrrhena después de que las fotos de la nave espacial revelaran que se trata de una antigua llanura con cráteres en lugar de un mar. Contiene el gran volcán Tyrrhenus Mons, uno de los volcanes más antiguos y quizás los más complejos de Marte. El cráter más grande de Mare Tyrrhenum es Herschel. Licus Vallis y Ausonia Montes son otras características importantes de la región.